# 伊万娜·约罗维奇
伊万娜·约罗维奇（1997年5月3日—）生于查查克，是一名塞尔维亚女子网球运动员。她七岁时在自己的家乡开始练习网球，当时她是在外祖父的介绍下开始接触网球，外祖父也担任她的首任教练。她在2012年首次参加ITF巡回赛，2014年首次参加WTA资格赛，2018年首次参加大满贯成年组单打正赛。